# تشيباوا (أونتاريو)
تشيباوا، أونتاريو (بالإنجليزية: Chippawa, Ontario)‏ هي قرية كندية تأسست سنة 1850، تبعد عن الشاطيء الكندي لنهر نياجارا بحوالي كيلومترين، وأصبحت واقعة ضمن حدود مدينة نياجارا فولز، أونتاريو بعد الاندماج في 1970. بحسب الوثائق التأريخية كانت تعرف باسم تشيبيوا (Chippewa).

## حصن تشيباوا

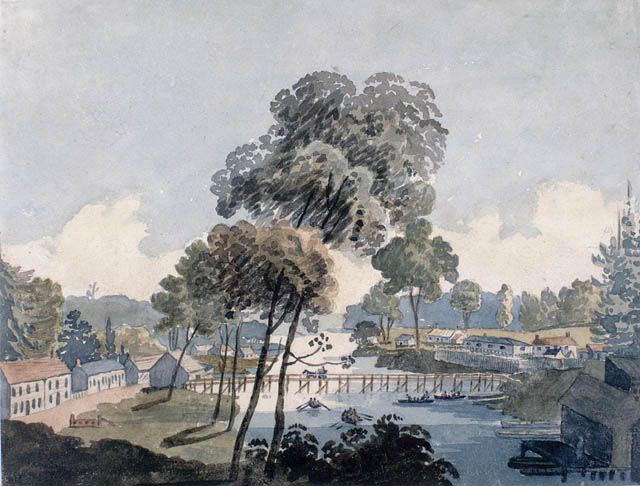
لوحة تبين جسر الملوك في 1801

تم بناء حصن تشيباوا (بالإنجليزية: Fort Chippawa)‏، والواقع حالياً ضمن متنزه جسر الملوك (بالإنجليزية: Kings Bridge Park)‏ في 1791، لحماية الطرف الجنوبي لطريق مرور البضائع التجارية. وكان يعرف أيضاً بحصن ويلاند (Fort Welland).

## حرب 1812
أصبحت القرية مسرحاً لمعركة تشيباوا (بالإنجليزية: The Battle of Chippawa)‏ في 5 يوليو 1814، وهي إحدى معارك حرب 1812، كما عسكرت فيها القوات الأمريكية في معركة لانديز لين (بالإنجليزية: Battle of Lundy's Lane)‏ في 25 يوليو 1814.

## وصلات خارجية
- مكتبة نياجارا فولز، أونتاريو - فرع تشيباوا
- تشيباوا، أونتاريو